# Men.com
Men.com（メン・ドットコム）は、ゲイ・ポルノのインターネットコンテンツを提供するサイトおよびプロデューサー。MindGeekが所有している。
ドメイン名は2003年12月に起業家のリック・シュワルツによって130万ドルで購入された。多くのポルノスターがMen.comのビデオに参加した、その中にはウィリアム・シードやパディ・オブライアン、マリク・デルガティ、ジョーイ・ミルズ、ランドン・コンラッド、ルーク・アダムズなどが含まれる。

## 歴史
2015年10月に発表された『Stealth Fuckers』シリーズから、ビデオに女性を非性的な役割として登場させ始め、女性パフォーマーがゲイポルノに適しているかどうかについての論争を巻き起こした。2018年1月、Men.comは新たに物議を醸すような異性愛者のセックスを描いたビデオをリリースし、新たに「バイセクシャルポルノ」のカテゴリーを作成した。
2018年8月、Men.comは「ザ・チャレンジ」というタイトルで男性2人・女性1人（MMF）のパフォーマーによる両性愛をメインに取り扱ったビデオを初めてリリースし、バイセクシュアルのポルノがゲイポルノウェブサイトに適しているかどうか更なる論争を巻き起こした。Men.comはこれに関してユーザーにどういったビデオを見たいか調査すると、驚くほど多くの人がバイセクシャルを扱ったシーンを求めたので、バイセクシャル向けのコンテンツを取り上げることにしたと述べている。アラド・ウィンウィンは自身をゲイだと定義しているが、このビデオに出演した事でファンからの反発に直面した。一部のファンは、彼が異性愛者または両性愛者に「転向」したと非難した 。ウィンウィンはStr8UpGayPornのウェブサイトに「私は同性愛者です。これはただの仕事であり、それ以上のものはありませんでした。個人的なことは何もありません、これまでに私が演じてきたその他のシーンと同様です」と釈明する事態になった。
2019年2月、Men.comはトランスジェンダーの男性をフィーチャーした最初のビデオ「He's  Always Hard For Me」をリリースした。ビデオには、トランスジェンダーのポルノ俳優ルーク・ハドソンとゲイポルノ俳優のダンテ・コッレが出演し 。4月には、トランスジェンダーをフィーチャーした2本目のビデオがリリースされた。一部のゲイ男性は、ウェブサイトにトランスジェンダーの男性がいることに不満を持っていたが、ゲイポルノ・レポーターのザカリー・サイアーズは、Men.comの決定を擁護、ビデオはMen.comの視聴者層を広げることができ、一部の視聴者にとってのトランスジェンダーの男性に対しての寛容も深められるとした。
2019年3月の時点で、Men.comはそれ以上のバイセクシャルのコンテンツを発表していない。アラド・ウィンウィンが出演したビデオにより多くのゲイポルノファンが怒りによって完全にショック状態になったといわれた後、MindGeekは、WhyNotBi.comと呼ばれる新たなバイセクシャルポルノ用のスタジオを立ち上げることを発表した。

## カルチャーへの影響
2015年1月、ジャスティン・ビーバーと彼の制御不能な行動に関するいくつかの論争をきっかけに、Men.comは最も人気のある俳優ジョニー・ラピッドをフィーチャーしたインターネット広告を投稿した。それはジャスティンに対し200万米ドルでビデオに出演しないかと誘う内容だった 。
2017年7月、「Private Lessons, Part 3」（後に「ライト・イン・フロント・オブ・マイ・サラダ」(Right in Front of My Salad)に改名）の中におけるセリフがインターネット・ミームになった。その内容は夕飯を食べていた女性が、台所で彼女の夫と料理人が性行為に及んでいるのを目撃し、「あなたたち、私のサラダの前でヤっているの?!」 と叫ぶものであり、このセリフを使ったミームは、嫌な投稿や見苦しい投稿に対しての返信として使用される。

## ランキング
2020年1月の時点で、Men.comのトラフィックランキングは31,083だとされている。